# Tamara Press
Tamara Natanovna Press (Kharkov, 10 de maio de 1937 – Moscou, 26 de abril de 2021) foi uma atleta da União Soviética, vencedora de três medalhas de ouro olímpicas e multirecordista mundial no arremesso de peso e lançamento de disco.
Nascida na atual Ucrânia, soviética judia que sobreviveu à invasão e à ocupação nazista na URSS e às quatro batalhas travadas entre a Wehrmacht e o Exército Vermelho pelo controle da Kharkov entre 1941 e 1943, junto com sua irmã mais nova Irina Press - conhecidas como "Irmãs Press" - compôs uma dupla familiar que venceu quase tudo que havia para disputar no atletismo feminino da primeira metade dos anos 60, nas provas de campo e pista. Tamara e Irina colecionaram 26 recordes mundiais entre elas durante seus anos no atletismo.
Com 1,80m e 102 kg, sua primeira participação internacional expressiva foi no Campeonato Europeu de Atletismo de 1958, em Estocolmo, quando ficou com a medalha de ouro, superando a tcheca  Štěpánka Mertová e a alemã Kriemhild Limberg. Dois anos depois, nos Jogos Olímpicos de Roma, Press ganhou a medalha de ouro no arremesso de peso e a prata no lançamento de disco. No início de 1962, ela já havia estabelecido sua dominação mundial nos dois eventos, não apenas tendo os dois recordes mundiais, mas também sendo a dona das oito melhores marcas no peso e as cinco melhores marcas no disco do mundo. Naquele mesmo ano, quebrou mais uma vez o recorde do peso num torneio em Leipzig e igualou o próprio recorde semanas depois no Campeonato Europeu em Belgrado, onde também conquistou o ouro no lançamento de disco.
Em 1964, nos Jogos Olímpicos de Tóquio, depois de alguma dificuldade no lançamento de disco, onde só conseguiu o ouro no quinto arremesso - a prova era liderada até então pela alemã-oriental Ingrid Lotz - ela se tornou facilmente bicampeã olímpica do arremesso de peso, lançando a massa a 18,14 m.

## Controvérsia sexual
Press continuou dominando as duas provas ao longo dos dois anos seguintes, até que em 1966, após ser instalada a obrigatoriedade do teste de sexo nos campeonatos internacionais pela IAAF, ela e a irmã Irina desapareceram da cena atlética. O fato causou controvérsias no meio do atletismo, com analistas levantando a hipótese de que as irmãs fossem hermafroditas ou tivessem hormônios masculinos injetados no corpo. Seus detratores passaram a chamá-las de "Irmãos Press". O ceticismo sobre Tamara, ainda hoje uma popular figura esportiva em seu país, continua desde que abandonou o atletismo abruptamente, nunca foi testada e sempre se recusou a responder aos questionamentos feitos por jornalistas ocidentais.
Após encerrar a carreira, Tamara trabalhou como técnica e dirigente do atletismo soviético e engenheira civil em Moscou.

## Morte
Press morreu em 26 de abril de 2021.